# Onami
L'Onami (大波?, Ōnami, lett. "Onda turbolenta") è stato un cacciatorpediniere della Marina imperiale giapponese, ottava unità della classe Yugumo. Fu varato nell'agosto 1942 dai cantieri navali Fujinagata.
Appartenente alla 31ª Divisione, con la quale peraltro non operò mai organicamente, fu spedito alla base di Truk e per buona parte del 1943 attese a compiti di difesa di convogli e del traffico marittimo dal Giappone alle basi oceaniche, o tra queste medesime basi (specie Truk e Rabaul). A inizio novembre rimase di stanza in quest'ultima piazzaforte per partecipare alle missioni di rinforzo verso Bougainville. Proprio nel corso di una di queste operazioni fu colpito da più siluri all'inizio della battaglia di Capo San Giorgio, nelle prime ore del 25 novembre: saltò in aria e l'intero equipaggio rimase ucciso.

## Servizio operativo

### Costruzione
Il cacciatorpediniere Onami fu ordinato nell'anno fiscale edito dal governo giapponese nel 1939. La sua chiglia fu impostata nel cantiere navale appartenente alla ditta Fujinagata di Osaka il 15 novembre 1941 e il varo avvenne il 31 agosto 1942; fu completato il 29 dicembre dello stesso anno e il comando fu affidato al capitano di fregata Kiyoshi Kikkawa.

### 1943
Dopo un rapido addestramento, il 20 gennaio 1943 l'Onami fu assegnato alla 31ª Divisione cacciatorpediniere già comprendente i gemelli Naganami e Makinami: dipendeva dalla 2ª Squadriglia, inquadrata nella 2ª Flotta. Fu altresì selezionato quale nave ammiraglia del reparto e imbarcò il comandante capitano di vascello Kiyoto Kagawa, con il relativo stato maggiore. Quello stesso giorno salpò con l'ammiraglia della flotta, l'incrociatore pesante Atago, alla volta della base oceanica di Truk dov si trovava appunto la flotta. Arrivato il 25, rimase in alto mare tra il 31 gennaio e il 9 febbraio nel quadro delle manovre per depistare gli statunitensi e facilitare l'evacuazione via mare delle truppe a Guadalcanal. Il 15, con lo Arashi e lo Shigure, salpò da Truk con le navi da battaglia veloci Kongo, Haruna, l'incrociatore pesante Chokai e la nave appoggio idrovolanti Nisshin alla volta di Yokosuka, raggiunta il 20; tra il 28 e il 5 marzo percorse la rotta inversa assieme all'Hagikaze in difesa della piccola portaerei Chuyo e, nella rada, poté infine riunirsi al gregario Kiyonami: le due unità partirono il 12 a fianco degli incrociatori ausiliari Bangkok Maru e Saigon Maru (aventi a bordo una parte della 7ª Forza da sbarco speciale "Sasebo"). Il 12 questo piccolo convoglio lasciò Truk e arrivò il 17 all'atollo di Tarawa, dove le truppe scesero a terra, quindi le navi si divisero: il Kiyonami puntò direttamente a Truk, mentre l'Onami e gli incrociatori deviarono verso Saipan prima di fermarsi il 29 a Truk. Per l'Onami iniziò quindi un lungo periodo (14 aprile-26 giugno) di servizio di difesa a diversi convogli tra le basi di Truk, di Rabaul e di Kavieng, oltre a Kwajalein in giugno; operò in diverse occasioni assieme al Kiyonami. Tra il 28 giugno e il 28 luglio fu invece assegnato alla protezione di un convoglio sulla rotta Truk-Kure; il 4 agosto salpò nuovamente verso il Giappone a fianco della piccola portaerei Taiyo, con la quale arrivò il 9 a Yokosuka. L'Onami procedette fino a Maizuru, dove si ormeggiò per manutenzione. In questa occasione la contraerea fu incrementata: gli impianti binati di cannoni Type 96 da 25 mm, situati ai lati del fumaiolo posteriore, furono scambiati con due installazioni triple e una coppia di Type 96 fu piazzata davanti alla torre di comando, su una piattaforma appositamente costruita. Infine l'albero tripode prodiero fu rinforzato per ospitare una piccola piattaforma sorreggente un radar Type 22, adatto all'individuazione di bersagli navali; alla base dell'albero fu costruita una camera per gli operatori.
Tornato in piena efficienza, l'Onami si spostò a Ujina, prese in carico il trasporto truppe Awata Maru e salpò di scorta il 18 settembre: il trasporto si attardò negli ultimi giorni del mese all'atollo di Ponape, dove scaricò rinforzi e materiali, quindi proseguì verso Truk. Arrivato il 1º ottobre, l'Onami fu schierato il 17 nell'uscita in forze della Flotta Combinata diretta verso l'atollo di Eniwetok, poiché era attesa un'incursione aeronavale statunitense sulle isole Marshall. Le forze navali americane non si fecero però vedere e il 26 tutte le navi giapponesi erano tornate a Truk. Il 31 partì dunque con l'unità sorella Kazagumo e fece una tappa a Kavieng dove scese personale aeronautico; le due navi si fermarono a Rabaul il 1º novembre e, cinque giorni dopo, coprirono un controsbarco a Bougainville sulla quale era sbarcata la 3rd Marine Division. L'Onami rimase a operare da Rabaul e il 21 coprì una missione diretta a Buka, subito a nord di Bougainville: il gruppo di trasporto fece scendere rinforzi e accolse a bordo personale non necessario alla difesa dell'isola, quindi tutte le unità si ritirarono a Rabaul.

### L'affondamento
Una missione identica per scopi e destinazione fu ripetuta il 24: l'Onami costituì con il gregario Makinami la scorta, tre altri cacciatorpediniere (Amagiri, Yugiri, Uzuki) il gruppo di trasporto. Le cinque unità arrivarono non viste a Buka, il secondo gruppo fece scendere i soldati e imbarcò centinaia tra feriti, piloti senza aerei e altro personale. I giapponesi non sapevano, tuttavia, che il COMSOPAC aveva inviato nelle acque tra la Nuova Britannia e Buka una forza di cinque cacciatorpediniere che, all'inizio del 25 novembre, localizzarono e attaccarono le navi nipponiche sulla via del ritorno. Il Makinami e l'Onami furono incontestabilmente colti di sorpresa dall'attacco silurante statunitense. L'Onami aveva sì localizzato le unità avversarie alle 02:00, ma dopo pochi secondi si ritrovò sulla scia di numerosi ordigni provenienti dall'USS Charles Ausburne, dall'USS Claxton e dall'USS Dyson e fu letteralmente polverizzato da una serie di violente esplosioni. Quel che rimaneva della nave affondò subito 55 miglia a est-sud-est di Capo San Giorgio, in Nuova Irlanda (5°14′S 153°50′E) e con il relitto andò a fondo l'intero equipaggio, compresi il capitano di vascello Kagawa e il comandante Kikkawa: questi ebbe una doppia promozione postuma a contrammiraglio, unico tra i comandanti di cacciatorpediniere cui fu riconosciuto questo particolare onore.
Il 10 febbraio 1944 l'Onami fu depennato dalla lista del naviglio in servizio.